# 雷迪夫網
雷迪夫網（英語：Rediff.com）是印度結合新聞、資訊、娛樂、購物的入口網站，成立於1996年，總部位於孟買，在班加羅爾、新德里、紐約市設有辦事處。截至2009年，雷迪夫網約有300名員工。
根據Alexa Internet報導，雷迪夫網2020年的網路流量在印度排名第51位，網站訪問者大多來自印度，其餘地區訪問者則以美國、卡達為主。

## 歷史
雷迪夫網的域名Rediff.com於1996年在印度註冊使用，網站創立初期提供電子郵件（Rediffmail）、電子產品及周邊商品網路購物服務。
2001年，雷迪夫網因為以美國存託憑證進行IPO時所提交的招股說明書存在重大漏洞而被指控違反《1933年證券法》，此案最終在2009年以和解收場。
2001年4月，雷迪夫網收購以印度裔美國人為主要受眾的紐約報紙《印度海外》。2007年，雷迪夫網宣布多媒體影音分享平台上線。2010年，雷迪夫網旗下電子郵件服務的行動平台Rediffmail NG正式啟用。2012年，為旗下新聞服務啟用專為Android平台開發的APP。
2016年4月，雷迪夫網鑒於當時自身財務狀況難以向美國證券交易委員會提交定期報告以及滿足其他監管要求，決定從那斯達克下市。

## 外部連結
- 官方网站